# Claire Fisher
Claire Fisher (* 18. Oktober 1960 in den Niederlanden; eigentlich Antoinette van Rossum) ist eine ehemalige niederländische Schönheitskönigin, Model, Schauspielerin und Sängerin. Heute arbeitet Fisher hauptsächlich als Autorin und Designerin.
Die Firma Claire Fisher Kosmetik setzt seit ihrer Markteinführung im Jahre 1982 durch Claire Fisher auf natürliche Ingredienzien. Schon vor dem gesetzlichen Verbot wurde bei der Entwicklung vollständig auf Tierversuche verzichtet.

## Biografie
Am 18. Oktober 1960 wird Claire Fisher unter dem Namen Antoinette van Rossum als Tochter eines Kutterfischers auf einer Nordseeinsel in den Niederlanden geboren. Mit 15 Jahren erfolgt die Wahl zur Miss Nord Holland und Miss Young Holland.
Von 1975 bis 1977 absolviert van Rossum eine Model- und Schauspielausbildung und spielt 360 Vorstellungen am Komödien-Theater von John Lanting. Im Jahr 1980 gründet sie eine Model- und Künstleragentur und 1982 präsentiert sie Claire Fisher Naturkosmetik in Deutschland auf der Cosmetics in München.
1983 wird der Vertrieb von Claire-Fisher-Kosmetik durch die deutsche Pharmafirma Heinrich Mack in Lizenz übernommen, die später vom Pharmakonzern Pfizer gekauft wird. Von 1986 bis 1988 arbeitet sie als Assistentin und Begleiterin von Linda de Mol. Später spielt sie in Nebenrollen in den Filmen JFK und Casino und dreht Werbespots. 1996 veröffentlicht van Rossum die CD „Du bist nicht allein“ mit dem Bluessänger Oscar Benton. Zwischen 2000 und 2003 schrieb sie an dem Buch „Claire's Chi“ und verkaufte in den Jahren 2005 und 2006 Kosmetikprodukte Homeshopping-Sender HSE24.
Seit 2009 ist Claire Patin der Tiertafel Deutschland e.V. und schreibt Bücher über Tiere, für das sie ihr Autorenhonorar der Tiertafel Deutschland e.V. spendet.

## Werke
- Claire Fisher: Claires Chi – Ein autobiografischer Ratgeber. Silberschnur-Verlag, Güllesheim 2004, ISBN 3-89845-072-4.
- Claire Fisher, Klaus Dieter Ritter: Lebenskraft – Die Heilkraft der Gedanken und Worte nach der Methode des Apothekers Emile Coué. Audio-/Hörbuch-CD. Silberschnur-Verlag, Güllesheim 2005.
- Claire Fisher: Sammy und Floris. Ein Kinderbuch über zwei obdachlose streunende Hunde. Erschienen 2009.

## Produkte
Unter dem Namen „Claire Fisher“ wird durch die Deutsche Chefaro Pharma eine bekannte Kosmetikserie vermarktet. Die Claire Fisher Produkte sind in mehrere Gruppen aufgeteilt. Es wird zwischen „Natur Classic“, der Basispflege für unterschiedliche Hauttypen, und „Perfect Time“, Pflege für anspruchsvollere Haut, unterschieden. Zu der Basispflege gehören einerseits Gesichtspflege und -reinigungsprodukte für unterschiedliche Hauttypen (Mandel, Olive, AquaMineral) und andererseits auch Produkte wie Mascara, Lipgloss und getönte Tagespflege. Zu „Perfect Time“ zählt eine Luxuspflege mit Seidenextrakten (Pure Silk). Der Claim „Von Natur aus Schön“ steht für die Philosophie der Marke.